# 콘티넨탈선
콘티넨탈선(스웨덴어: Kontinentalbanan)은 스웨덴 말뫼와 트렐레보리를 잇는 철도 노선이다. 트라피크베르케트에서는 고스트로케트 예놈 스코네(스코네 화물선)의 일부로 관리하고 있다..

## 역사
1898년 말뫼-대륙 철도(Malmö-Kontinentens Järnväg, MKontJ)로 영업을 시작하였다. 원래는 쇠드라 스탐바난의 남부 연장선으로 계획되었다. 종점 트렐레보리에서는 독일 자스니츠로 가는 페리와 연결되어 유럽 대륙과 연결되었다. 1886년에 벨링에 경유 말뫼-트렐레보리 철도 노선이 개통되어 있었으나, 건설 기준이 높지 않아서 정기 열차가 운행하지는 못하였다. 개통 당시에는 스웨덴의 철도 중에서 가장 좋은 조건을 가지고 있었고, 시속 90km까지 운행이 가능하였다.
1909년 노선이 국유화되어 트렐레보리-자스니츠 간 페리가 운행하였고, 이 페리를 통하여 말뫼와 베를린 간 침대차가 연결된 야간 열차가 운행하기 시작했다. 1910년대부터 일부 지구에서는 교통 방해를 최소화하기 위하여 고가화가 진행되었다.
1933년 전철화되었고, 1955년 말뫼-위스타드 철도와 연결되었다. 1973년 말뫼 내부 순환도로가 개통되었을 때 로카르프 부근으로 이설되었다. 2000년 외레순 대교 개통 준비를 위하여 1999년부터 말뫼 센트랄 부근 일부 구간이 복선화되었다.

## 교통
주 운행 열차는 그린 카고의 화물 열차이다. 화물 열차는 이 노선을 통하여 독일 자스니츠로 운행한다. DB 쉥커와 헥토르 레일은 이 선에서 시작하여 덴마크 경유 독일로 가는 열차를 운행한다.
현재 운행하는 유일한 여객 열차인 말뫼와 베를린 간을 운행하는 베를린 나이트 익스프레스 열차가 이 노선을 사용한다. 말뫼 시내 구간이 지하화되기 전까지 외레순 선을 통해 코펜하겐으로 가는 모든 열차는 복선화된 이 노선의 북부 구간을 이용하였고, 일부 통근 열차는 이 노선을 통해 운행하였다. 말뫼 시내 구간 지하화 이후에는 지하 구간으로 경로가 조정되었다.
트라피크베르케트 측에서는 로카르프-트렐레보리 구간 선로를 개선하여 통근 열차의 운행을 재개할 계획이다. 이 과정에서 일부 역이 추가될 예정이다. 노선 개선은 시티 터널과 베스트쿠스트 선의 할란드소스 터널이 개통된 이후에 진행될 예정이다.

## 건설 기준
말뫼-로카르프 간 구간은 여객 열차 운행을 위하여 개선된 구간으로, 이 구간은 복선에 최고 속도가 시속 160km이다. 나머지 구간 로카르프-트렐레보리 간 구간은 단선에 시속 110km까지 낼 수 있다.

## 참조
1. ↑  “Trafikverkets lista över Sveriges järnvägsnät”. 2011년 9월 13일에 원본 문서에서 보존된 문서. 2011년 12월 14일에 확인함.